# Denis (prénom)
Pour les articles homonymes, voir Denis, Saint Denis et Saint-Denis.

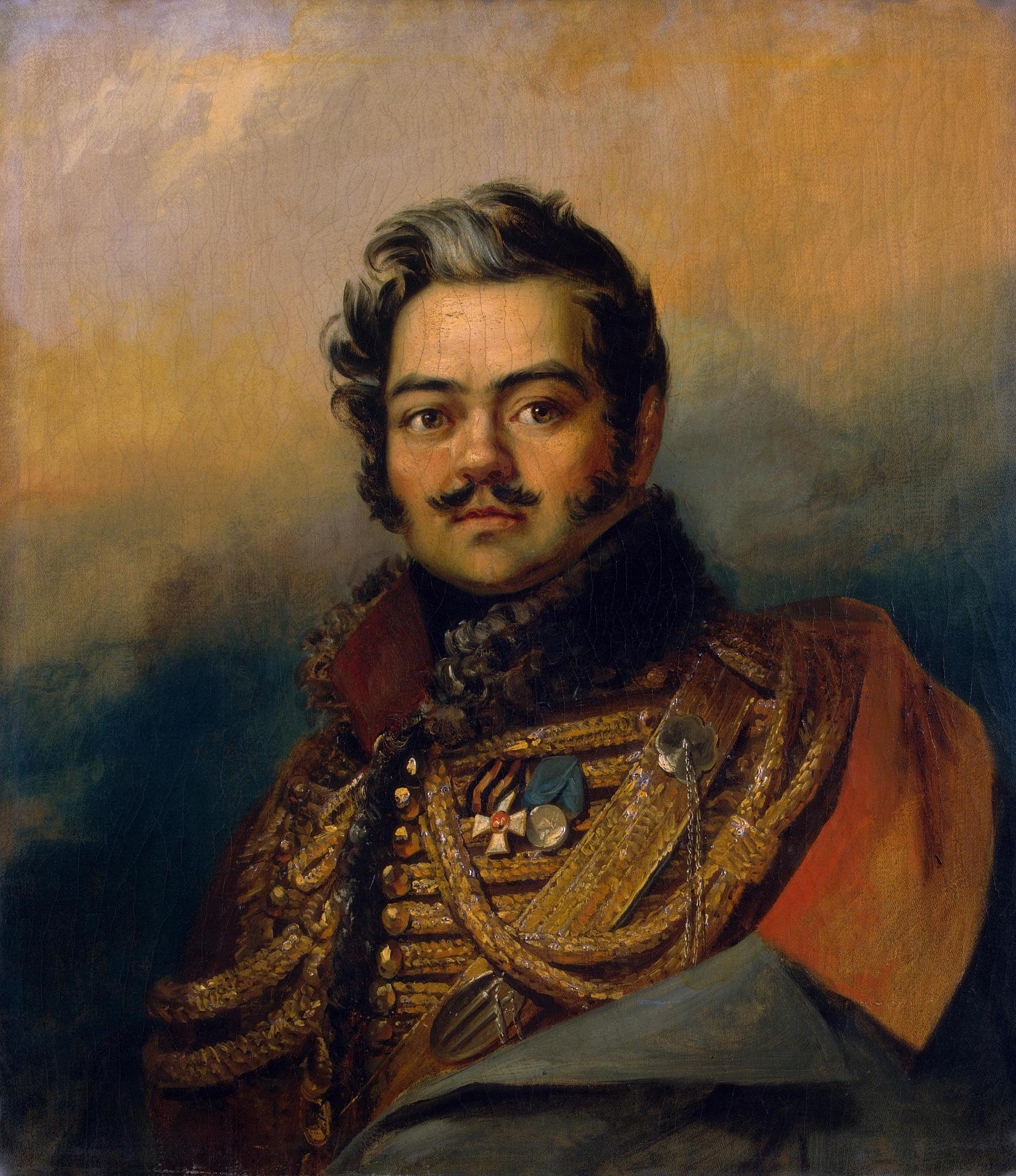
Denis Vassilievitch Davydov, poète et général russe par George Dawe

Denis ou Denys est un prénom théophore masculin très usité en France.
Le prénom Denis (et ses variantes) est fêté le 9 octobre en France et le 7 août en Suède.[réf. nécessaire]

## Étymologie
Denis est issu du grec Διονύσιος (Dionysos) via le latin Dionysius. 
Ce prénom vient de Dionusios ou Dionysos, le dieu de la vigne, du vin et du délire extatique dans la mythologie grecque, nommé Bacchus chez les Romains.

## Variantes
En français, on trouve les variantes masculines Dennis, Dennys et Denys, et les formes féminines Denise ainsi que Denisa, Denize et Denyse.

### Variantes linguistiques
- allemand : Dionysius, Dennis  (issu de l'anglais).
- anglais : Dennis, Denny
- breton : Denez
- catalan : Dionís, Dionisi
- croate et bosnien : Denis
- corse : Diunisu
- espéranto : Denizo
- espagnol : Dionisio
- galicien : Denis
- italien : Dionigi, Dionisio
- occitan : Daunès
- poitevin : Denis
- polonais : Dionizy
- portugais : Dinis, Diniz, Dionísio
- roumain : Dionis, Denis
- russe : Денис (Denis)
- slovaque : Dionýz
- tchèque : Dionýsius
- ukrainien : Денис (Denys)

- Sydney, Sidney : par contraction du nom « Saint-Denis » qui est devenu patronyme normand et prénom anglais par la suite (XVIIIe)[2].

## Popularité du prénom
130 216 personnes ont été prénommées Denis en France depuis 1940 (Source : Insee)

Le prénom Denis figure au 20e rang des prénoms les plus donnés en France en 1963.

Le prénom Denis figure au 51e rang des prénoms les plus donnés en France depuis 1940.

Le prénom Denis a atteint son maximum de popularité en France en 1963.

## Personnes portant ce prénom
- Pour les articles sur les personnes portant ce prénom, consulter la liste générée automatiquement.
- Denis, évêque de Tours, au VIe siècle.
- L'article Saint Denis pour les saints chrétiens
- Denis Diderot
- Denis Papin